# Petrak
Petrak (Petrus rupestris) – gatunek morskiej ryby zaliczanej do rodziny prażmowatych, jedyny przedstawiciel rodzaju Petrus Smith, 1938 i największy z prażmowatych. 

## Zasięg występowania
Południowo-wschodni Ocean Atlantycki wzdłuż wybrzeży Afryki Południowej. Spotykany w wodach przybrzeżnych i w estuariach.

## Opis
Ciało owalne, bocznie ścieśnione. Osiąga maksymalnie do 200 cm długości i 80 kg masy ciała. Żywi się ośmiornicami, krabami i rybami. Dorosłe osobniki prowadzą samotniczy tryb życia. Wykazują terytorializm. 

## Znaczenie gospodarcze
Poławiana gospodarczo i w wędkarstwie. Wątroba petraka zawiera duże ilości witaminy A. Jej spożywanie wywołuje hiperwitaminozę.